# Neosemidalis (Neosemidalis) antennalis
Neosemidalis (Neosemidalis) antennalis is een insect uit de familie van de dwerggaasvliegen (Coniopterygidae), die tot de orde netvleugeligen (Neuroptera) behoort. 
Neosemidalis (Neosemidalis) antennalis is voor het eerst wetenschappelijk beschreven door New in 1988.